# Turmhügel Seeleiten
Der Turmhügel Seeleiten ist eine abgegangene mittelalterliche Turmhügelburg (Motte) in der Flur Seeleiten, rund 535 Meter südsüdöstlich der Ortskapelle des Dorfes Frensdorf, eines Gemeindeteils der Gemeinde Schönbrunn im Steigerwald im Landkreis Bamberg in Bayern, Deutschland. Über diese Niederungsburg sind keine geschichtlichen oder archäologischen Informationen bekannt, sie wird grob auf mittelalterliche Zeitstellung datiert. Da sich der Turmhügel in landwirtschaftlich genutztem Gelände befindet, wurde er inzwischen völlig eingeebnet. Die Stelle ist als Bodendenkmal Nummer D-4-6130-0041: Verebneter mittelalterlicher Turmhügel geschützt.

## Beschreibung
Die ehemalige Burgstelle befindet sich in etwa 525 m ü. NN Höhe am Fuße eines leicht nach Süden in das Bachtal eines Nebengewässers des Diedenbachls abfallenden Berghanges. Der Turmhügel liegt rund zehn Meter über dem Talgrund und 35 Meter vom Bachlauf entfernt. Er ist an keiner Seite von Natur aus besonders geschützt. Das Gelände der Burgstelle in der Flur Seeleite wird heute landwirtschaftlich genutzt, sie wurde deswegen völlig eingeebnet.
Der Grundriss der Anlage lässt sich der ältesten Katasterblattausgabe entnehmen. Demnach hatte der quadratische Turmhügel eine Seitenlänge von rund zehn Metern und war von einem Graben umgeben. Der Durchmesser von Turmhügel und Graben betrug zusammen rund 25 Meter.